# Alfred Pöllath
Alfred Pöllath (* 18. Dezember 1916 in Dettnach, Markt Kastl; † 4. Oktober 1996 in Amberg) war ein deutscher Politiker (BP).

## Leben
Pöllath absolvierte die Volkshauptschule in Kastl und anschließend eine Handwerkerlehre. Er war als Geselle tätig. Außerdem besuchte er landwirtschaftliche Kurse und arbeitete auf landwirtschaftlichen Gütern. 1939 machte er sich als Fuhrunternehmer und Holzhändler selbstständig. Während des Zweiten Weltkriegs wurde er als Soldat an der Ostfront eingesetzt.
Im Wahlkreis Oberpfalz wurde er 1954 in den Bayerischen Landtag gewählt und 1958 wiedergewählt. Dem Landtag gehörte er bis 1962 an. In dieser Zeit war er unter anderem Mitglied des Ausschusses für Eingaben und Beschwerden, des Ausschusses Bayern Pfalz und Schriftführer des Ausschusses für Grenzlandfragen. In der 4. Legislaturperiode von 1958 bis 1962 war er 1. Schriftführer des Landtagspräsidiums. 1959 gehörte er der 3. Bundesversammlung an. Daneben war er von 1955 bis 1962 Mitglied des Gefängnisbeirats der Strafanstalt Amberg. Zusammen mit Lehrer Siegl, Kaufmann Prinz, Lagerhausverwalter Metzner und dem Arzt Kraus veranstaltete er zu Beginn der 1950er Jahre über den Fremdenverkehrsverein das erste Kastler Schweppermannspiel.